# Норма (Лацио)
Норма (итал. Norma) — коммуна в Италии, располагается в регионе Лацио, в провинции Латина.
Население составляет 3989 человек (2008 г.), плотность населения составляет 129 чел./км². Занимает площадь 31 км². Почтовый индекс — 4010. Телефонный код — 0773.
Покровительницей коммуны почитается святая Варвара, празднование 4 декабря.

## Демография
Динамика населения:

## Администрация коммуны
- Официальный сайт: https://web.archive.org/web/20060215114407/http://www.comunedinorma.it/